# St. Leon-Rot
St. Leon-Rot település Németországban, azon belül Baden-Württembergben. Lakosainak száma 13 948 fő (2023. december 31.). St. Leon-Rot Bad Schönborn, Walldorf és Wiesloch községekkel határos.

## Népesség
A település népessége az elmúlt években az alábbi módon változott:
| Lakosok száma | 7618 | 8563 | 9985 | 10 128 | 10 550 | 11 555 | 12 029 | 12 459 | 13 102 | 13 948 |
|               | 1961 | 1967 | 1974 | 1980   | 1987   | 1993   | 2000   | 2006   | 2013   | 2023   |